# Johannes Metzler
Johannes Metzler d. J.  (auch Hans, Mecelerus) (* 1494 in Neusohl; † 2. Oktober 1538) war Gräzist und Jurist.

## Leben
Sein Vater war der Feldkircher Kaufmann Johannes Metzler d. Ä. († 1507), der als Faktor der Fugger im Bergbau in Oberungarn wirkte. Er war in Breslau eingewandert und hatte hier 1505 eine Universität gestiftet, die allerdings nicht verwirklicht wurde.
Er studierte in Italien Jura und Griechisch bei Richard Croke. 1519 wurde er in Siena iuris utriusque doctor.
Nach seiner Italienreise begab er sich 1515 mit seinem Griechischlehrer Croke nach Leipzig, wo er kurz vor Luthers Leipziger Disputation mit Johannes Eck eintraf. 
Er las hier, wie Sebastian Fröschel, Griechisch. Zu seinen Schülern zählte Joachim Camerarius der Ältere. 
Nach Crokes Rückkehr nach Cambridge wurde er Professor der griechischen Sprache. 
1525 ging er an die Elisabethschule in Breslau, wo er die erste Schulordnung verfasste, die 1528 vom Rat erlassen wurde. 
1532 wurde er Ratsherr und 1534 Landeshauptmann des böhmischen Erbfürstentums Breslau, wo er noch in dieser Stellung am Gymnasium griechische und lateinische Autoren behandelt haben soll.
Er verfasste eine griechische Grammatik (Breslau 1529) und übersetzte Schriften des Plutarch und des Demosthenes. In seinen letzten Lebensjahren quälte ihn die Podagra. 
Seine Grammatik wurde 1551 von Antonius Niger ergänzt und durch das ganze 16. Jh. neu aufgelegt.

## Veröffentlichungen
- Primae grammatices Graecae partis rudimenta; Hagenau, 1529
- Johann Eck, Epistola de ratione studiorum suorum; 1538